# Fredrik Sjöström
Fredrik Per Oscar Sjöström (* 6. Mai 1983 in Färgelanda) ist ein ehemaliger schwedischer Eishockeyspieler und derzeitiger -funktionär, der im Verlauf seiner aktiven Karriere zwischen 1999 und 2013 unter anderem 506 Spiele für die Phoenix Coyotes, New York Rangers, Calgary Flames und Toronto Maple Leafs in der National Hockey League (NHL) auf der Position des linken Flügelstürmers bestritten hat. Seinen größten Karriereerfolg feierte Sjöström jedoch im Trikot der schwedischen Nationalmannschaft mit dem Gewinn der Silbermedaille bei der Weltmeisterschaft 2004. Seit Dezember 2015 ist er General Manager seines Stammvereins Frölunda HC aus der Svenska Hockeyligan (SHL), in der er weitere 148 Partien als Spieler absolvierte.

## Karriere
Sjöström spielte als Jugendlicher in Schweden sowohl für die Juniorenteams als auch für die Profimannschaft des Västra Frölunda HC. Sein Debüt in der Profimannschaft, die in der Elitserien beheimatet war, feierte der Flügelspieler in der Saison 2000/01. Nachdem Sjöström im NHL Entry Draft 2001 in der ersten Runde an elfter Stelle von den Phoenix Coyotes aus der National Hockey League (NHL) ausgewählt worden war, wechselte er umgehend nach Nordamerika und spielte zwei Jahre in der kanadischen Juniorenliga Western Hockey League (WHL) für die Calgary Hitmen, die ihn beim CHL Import Draft 2001 in der ersten Runde an insgesamt 42. Position gezogen hatten. Zum Ende der Saison 2002/03 lief er erstmals in Phoenix’ Farmteam, den Springfield Falcons, in der American Hockey League (AHL) auf.

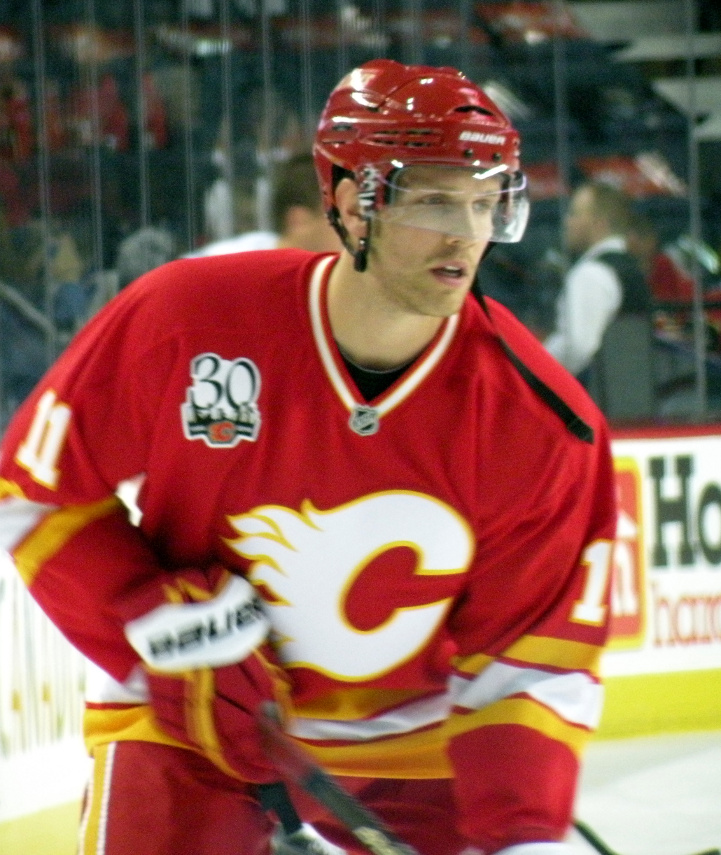
Sjöström im Trikot der Calgary Flames

Im folgenden Jahr wechselte er fest in die Organisation der Phoenix Coyotes, pendelte jedoch zwischen der AHL und dem NHL-Kader der Coyotes, bei denen er schlussendlich auf 57 Einsätze kam, in denen er 13 Scorerpunkte erreichte. Anders als viele seiner Landsleute spielte Sjöström während des Lockouts der NHL-Saison 2004/05 nicht in seiner schwedischen Heimat, sondern in der AHL für die Utah Grizzlies. Ab der Saison 2005/06 gehörte er wieder fest zum Kader der Phoenix Coyotes und war für das Team bis zum März 2008 aktiv. Zur Trade Deadline im März 2008 wurde er gemeinsam mit David LeNeveu und Josh Gratton zu den New York Rangers transferiert. Im Gegenzug wechselten Torwart Al Montoya und Marcel Hossa nach Phoenix. Bei den Rangers erfüllte er seinen auslaufenden Vertrag bis zum Ende der Saison 2008/09 und unterzeichnete anschließend Anfang Juli 2009 als Free Agent einen Kontrakt über zwei Jahre bei den Calgary Flames.
Für die Flames bestritt der Schwede im Verlauf der Saison 2009/10 nur 46 Spiele, da ihn diese in einem Tauschgeschäft, das insgesamt sieben Spieler umfasste, im Januar 2010 zu den Toronto Maple Leafs transferierten. Gemeinsam mit Sjöström wechselten Dion Phaneuf und Keith Aulie nach Toronto, während Matt Stajan, Niklas Hagman, Jamal Mayers und Ian White den entgegengesetzten Weg nach Calgary antraten. Obwohl Sjöström in Toronto regelmäßig zum Einsatz kam, verlängerten diese seinen Vertrag nach der Spielzeit 2010/11 nicht, sodass sich der Schwede für eine Rückkehr in seine Heimat entschied und im Juli 2011 einen Kontrakt bei Färjestad BK aus der Elitserien unterzeichnete. Im Verlauf der Spielzeit 2011/12 kehrte er innerhalb der Liga zu seinem Stammverein Frölunda HC zurück und beendete dort im August 2013 seine Karriere. Daraufhin arbeitete er zunächst eine Saison als Scout für das Team, ehe er im November 2014 zum Assistenten des damaligen General Managers Christian Lechtaler befördert wurde. Zeitgleich fungierte er auch als Chefscout bei Frölunda. Seit Dezember 2015 ist er hauptverantwortlicher General Manager des Klubs.

### International
Sjöstörm spielte insbesondere im Juniorenbereich für die U-Nationalmannschaften seines Heimatlandes. So bestritt er die U18-Junioren-Weltmeisterschaft 2001 in Finnland, nachdem er im selben Jahr bereits an der U20-Junioren-Weltmeisterschaft 2001 in Russland teilgenommen hatte. Weitere U20-Junioren-Weltmeisterschaften absolvierte der Stürmer in den Jahren 2002 und 2003. Sjöström stand in insgesamt 24 WM-Spielen auf dem Eis und punktete dabei zehnmal. Eine Medaille gewann er dabei nicht.
Sein einziges internationales Turnier mit der schwedischen Nationalmannschaft war die Weltmeisterschaft 2004 in Tschechien, wo er die Silbermedaille mit dem Team gewann. In neuen Turnierspielen blieb er dabei punktlos.

## Erfolge und Auszeichnungen
- 2004 Silbermedaille bei der Weltmeisterschaft
- 2008 Victoria-Cup-Gewinn mit den New York Rangers

## Karrierestatistik

### International
Vertrat Schweden bei:
| - U20-Junioren-Weltmeisterschaft 2001 - U18-Junioren-Weltmeisterschaft 2001 - U20-Junioren-Weltmeisterschaft 2002 | - U20-Junioren-Weltmeisterschaft 2003 - Weltmeisterschaft 2004 |

(Legende zur Spielerstatistik: Sp oder GP = absolvierte Spiele; T oder G = erzielte Tore; V oder A = erzielte Assists; Pkt oder Pts = erzielte Scorerpunkte; SM oder PIM = erhaltene Strafminuten; +/− = Plus/Minus-Bilanz; PP = erzielte Überzahltore; SH = erzielte Unterzahltore; GW = erzielte Siegtore; 1 Play-downs/Relegation; Kursiv: Statistik nicht vollständig)